# Robert G. Allen

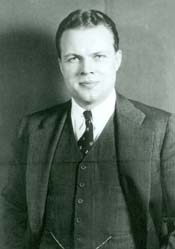
Robert G. Allen

Robert Gray Allen (* 24. August 1902 in Winchester, Massachusetts; † 9. August 1963 in Keene, Virginia) war ein US-amerikanischer Politiker. Zwischen 1937 und 1941 vertrat er den Bundesstaat Pennsylvania im US-Repräsentantenhaus.

## Werdegang
Im Jahr 1906 kam Robert Allen noch als Kind nach Minneapolis in Minnesota, wo er später sowohl öffentliche als auch private Schulen besuchte. 1922 absolvierte er die Phillips Academy in Andover. Später studierte er an der Harvard University. Im Jahr 1929 zog er nach Greensburg in Pennsylvania, wo er bis 1937 Ventile und Armaturen verkaufte. Zwischen 1935 und 1936 fungierte er auch als Bezirksmanager der Works Progress Administration. Politisch war er Mitglied der Demokratischen Partei.
Bei den Kongresswahlen des Jahres 1936 wurde Allen im 28. Wahlbezirk von Pennsylvania in das US-Repräsentantenhaus in Washington, D.C. gewählt, wo er am 3. Januar 1937 die Nachfolge von William M. Berlin antrat. Nach einer Wiederwahl konnte er bis zum 3. Januar 1941 zwei Legislaturperioden im Kongress absolvieren. Während dieser Zeit wurden dort weitere New-Deal-Gesetze der Roosevelt-Regierung verabschiedet. Im Jahr 1940 verzichtete Allen auf eine weitere Kongresskandidatur.
Während des Zweiten Weltkrieges diente er in der Ordnance Branch der US Army, wobei er es bis zum Oberstleutnant brachte. In den folgenden Jahren arbeitete er in der freien Wirtschaft. Er war Vorstandsmitglied, Vize-Präsident und Präsident bei mehreren Firmen. Unter anderem wurde er auch Direktor der First Wisconsin National Bank of Milwaukee. 1962 zog er sich in den Ruhestand zurück. Robert Allen starb am 9. August 1963 in Keene, wo er auch beigesetzt wurde.